# Joelia fiorii
Joelia fiorii är en kvalsterart som först beskrevs av Coggi 1898.  Joelia fiorii ingår i släktet Joelia och familjen Oribatellidae. Inga underarter finns listade i Catalogue of Life.